# ناحیه چونگراد
ناحیهٔ چونگراد (به مجاری: Csongrádi járás) یک ناحیه در مجارستان است که در شهرستان چونگراد واقع شده است. ناحیهٔ چونگراد ۳۳۹٫۲۴ کیلومتر مربع مساحت و ۲۲٬۹۹۶ نفر جمعیت دارد.